# Mandenovia
Mandenovia es un género monotípico perteneciente a la familia Apiaceae. Su única especie: Mandenovia komarovii, es originaria de Rusia.

## Taxonomía
Mandenovia komarovii fue descrita por  Reino Olavi Alava y publicado en Notes Roy. Bot. Gard. Edinburgh 32(2): 191. 1973
Sinonimia
- Tordylium komarovii Manden.	[3]